# Ârya Chakravarti
La dynastie Ârya Chakravarti (en tamoul : அரியச் சக்கரவர்த்திகள் வம்சம்) est une dynastie hindoue qui régna sur le royaume de Jaffna pendant quatre siècles.
Elle a été fondée au XIIIe siècle, en 1215 par des Tamouls de la caste des Vellalar[réf. nécessaire], et prit fin lors de la conquête portugaise du royaume de Jaffna (en).

## Les origines de la dynastie des Ârya chakravartis

### Une origine tamoule: les successeurs des anciennes dynasties tamoules
Les informations sur les origines des Ârya chakravartis sont peu nombreuses. Il existe plusieurs théories sur l'identité du fondateur de la dynastie. Celle qui est rapportée par les chroniques datant du temps de la dynastie et qui est la plus acceptée par la population locale en fait un prince pandyan originaire de la ville de Rameshwaram.
La légende rapportée par le Kailaaya maalai, chronique rédigée au temps de la dynastie, relate que, voyant les populations tamoules du Sri lanka souffrant sans roi pour les gouverner, Paandi malavan se rend à la cour du roi pandyan, dans la vieille ville de Madurai pour lui demander de l'aide. Ce dernier envoie un prince ayant toutes les qualités requises pour gouverner: Kulasekara Singai Aryan
La fondation de la dynastie coïncide à une période d'affaiblissement des anciens royaumes tamouls du sud de l'Inde (chola, chera et pandya) qui s'effondrent vers 1300 sous les coups des invasions venant du Nord. Le royaume de Jaffna se pose dans ce contexte comme le seul royaume tamoul survivant. Les aryas chakravartis se posent donc comme les successeurs des anciennes dynasties tamoules.

### Une dynastie liée à la ville de Rameshwaram
Durant leur règne, les rois de la dynastie restent très attachés à l'Inde du sud et en particulier à la ville de Rameshwaram. Des inscriptions retrouvées dans le temple de Rameshwaram informent des dons reçus de la part des rois de Jaffna.
Par ailleurs les arya chakravarti portent également le nom de setu kaavalan, protecteur du setu. Le setu étant le nom sanskrit du pont construit par le dieu Rama entre l'Inde et le Sri lanka à Rameshwaram. Ce titre fait des arya chakravartis les protecteurs du temple de Rameshwaram. Le mot setu est un des symboles de la dynastie. Il est inscrit dans sa monnaie et dans ses inscriptions comme celle de Kotagama.

### Une origine solaire
Le mot aryan qui signifie en sanskrit noble, est fortement lié au dieu hindou Rama, le prince de la dynastie solaire, exemple du parfait souverain. Plusieurs dynasties hindoues ont prétendu être les successeurs de Rama. La dynastie des Ârya chakravartie revendique également une origine solaire. En effet, dans les chroniques, l'on fait référence aux rois de cette dynastie par le seigneur de la dynastie solaire. Elle diffère donc en cela des autres royaumes tamouls qui prétendaient recevoir leur légitimité du dieu Shiva.
Cependant, bien qu'ils revendiquent une origine solaire, les Ârya chakravartis, comme la majorité des Tamouls du Sri lanka, sont bien shivaïtes, comme on peut le voir sur leur drapeau, qui représente Nandhi, monture de Shiva.

## Liste des rois
| Portrait      | Nom                                                   | Nom royal            | Début de règne | Fin de règle | Relation avec les précédents rois              |
| ------------- | ----------------------------------------------------- | -------------------- | -------------- | ------------ | ---------------------------------------------- |
|               | Kalinga Magha Kulankayan Singai Aryan                 | Cekaracacekaran I    | 1215           | 1255         |                                                |
|               | Kulasekara Cinkaiariyan Kulasekara Singai Aryan       | Pararacacekaran I    | 1262           | 1284         | Aucun lien. Ancien ministre de l'Empire Pandya |
|               | Kulotunga Cinkaiariyan Kulotunga Singai Aryan         | Cekaracacekaran II   | 1284           | 1292         |                                                |
|               | Vickrama Cinkaiariyan Vickrama Singai Aryan           | Pararacacekaran II   | 1292           | 1302         | Fils de Kulotunga                              |
|               | Varodaya Cinkaiariyan Varodaya Singai Aryan           | Cekaracacekaran III  | 1302           | 1325         |                                                |
|               | Martanda Cinkaiariyan Martanda Singai Aryan           | Pararacacekaran III  | 1325           | 1347         | Fils de Varodaya                               |
|               | Gunabhooshana Cinkaiariyan Gunabhooshana Singai Aryan | Cekaracacekaran IV   | 1347           | 1371         | Fils de Martanda                               |
|               | Virodaya Cinkaiariyan Virodaya Singai Aryan           | Pararacacekaran IV   | 1371           | 1380         |                                                |
|               | Jeyaveera Cinkaiariyan Jaya Wera Singai Aryan         | Cekaracacekaran V    | 1380           | 1410         |                                                |
|               | Gunaveera Cinkaiariyan Guna Wera Singai Aryan         | Pararacacekaran V    | 1410           | 1440         |                                                |
|               | Kanakasooriya Cinkaiariyan Kanaka Suriya Singai Aryan | Cekaracacekaran VI   | 1440           | 1450         |                                                |
| 1467          | Kanakasooriya Cinkaiariyan Kanaka Suriya Singai Aryan | Cekaracacekaran VI   | 1478           |              |                                                |
| Tout à gauche | Singai Pararasasegaram                                | Pararacacekaran VI   | 1478           | 1519         | Fils de Kanakasooriya                          |
| Tout à droite | Cankili I                                             | Cekaracacekaran VII  | 1519           | 1561         | Fils de Pararasasegaram                        |
|               | Puviraja Pandaram                                     | Pararacacekaran VII  | 1561           | 1565         | Fils de Cankili I                              |
|               | Kasi Nayinar Pararacacekaran                          | Aucun                | 1565           | 1570         |                                                |
|               | Periyapillai                                          | Cekaracacekaran VIII | 1565           | 1582         |                                                |
|               | Puviraja Pandaram                                     | Pararacacekaran VII  | 1582           | 1591         |                                                |
|               | Ethirimana Cinkam                                     | Parasasekaran VIII   | 1591           | 1616         | Fils de Puviraja Pandaram                      |
|               | Cankili II                                            | Cekaracacekaran IX   | 1617           | 1619         |                                                |